# Sulików
Sulików (in tedesco Schönberg) è un comune rurale polacco del distretto di Zgorzelec, nel voivodato della Bassa Slesia.
Ricopre una superficie di 95,22 km² e nel 2004 contava 5 971 abitanti.